# ゼフィリヌス (ローマ教皇)
ゼフィリヌス（Zephyrinus, ? - 217年?）は、ローマ教皇（在位：199年? - 217年?）。
ローマ出身。ゼフィリヌスの時代には、キリスト教が広まることに伴って、正統思想をおびやかす異端思想が現れ、その対応に苦慮した。また、ペトロとパウロの殉教地としてのローマが注目され始めるのもこの頃であったとされている。カトリック教会の聖人であり、記念日は8月26日。